# Lysetjärnet (Laxarby socken, Dalsland)
Lysetjärnet är en sjö i Bengtsfors kommun i Dalsland och ingår i Göta älvs huvudavrinningsområde.